# Mersham
Mersham – wieś w Anglii, w hrabstwie Kent, w dystrykcie Ashford. Leży 34 km na południowy wschód od miasta Maidstone i 86 km na południowy wschód od centrum Londynu. W 2001 miejscowość liczyła 1022 mieszkańców.